# Sierra de Santa Bárbara (Sistema Central)
La sierra de Altamira o de Santa Bárbara es una formación montañosa del interior de la península ibérica, perteneciente al Sistema Central. Se encuentra en la provincia española de Cáceres.

## Descripción
Separa las localidades cacereñas de Casar de Palomero, al norte, y Marchagaz, al sur. Próximo a su cumbre se encontraba el antiguo convento de San Marcos.
Aparece descrita en el segundo volumen del Diccionario geográfico-estadístico-histórico de España y sus posesiones de Ultramar de Pascual Madoz de la siguiente manera:

ALTAMIRA: sierra elevadisima en la prov. de Cáceres, part. jud. de Granadilla, que divide los térm. de Casar de Palomero y Marchagáz, sit. aquel al N. y este al S. de ella, y distantes 1 leg. entre sí; pero es tal su posicion, que si pudiera horadarse no distarían 1/4 leg., con la particularidad que por la parte N. se halla cubierta de castaños y arbustos que presentan un aspecto delicioso, y por el S. apenas se muestran rastros de vegetacion: en este lado y próximo á su cúspide se hallaba el conv. hoy suprimido de San Márcos, orden de San Francisco, del cual apenas existen los cimientos; desde sus ventanas y atrio se divisaba casi toda la Estremadura y él mismo se veía desde largas díst. como un punto blanco en medio de la sierra: alli se criaba un cedro robustísimo y otras plantas exóticas.
(Madoz, 1845, p. 207)